# エジプト高速鉄道
この項目では、エジプトの鉄道のうち、2024年時点で計画されている高速鉄道について解説する。エジプト国内に約2000 kmの大規模鉄道網を新設するプロジェクトで、第1期路線は2027年の開通を予定している。

## 概要
経済発展が著しく、人口の増加も続いているエジプトには、イギリス統治下時代に建設された都市間鉄道網が存在しているが、近代化の遅れや不十分な整備による老朽化が進んでおり、事故も頻発する状況となっている。この状況を改善し、都市間を結ぶ交通機関を整備するため、2018年にヒシャム・アラファト運輸大臣（当時）は地中海や紅海沿いの都市を結ぶ新規の高速鉄道を建設する計画を発表した。
その後、2021年1月に、ドイツのシーメンス・モビリティはエジプトの企業であるオラスコム・コンストラクション（Orascom Construction）やアラブ・コントラクターズ（Arab Contractors）とコンソーシアムを組み、第1期路線となるアイン・スクナやマルサ・マトルーフ、アレクサンドリアなどの都市を結ぶ路線の建設権を獲得した。シーメンス・モビリティは車両製造に加えて鉄道インフラなどの中核技術の提供を実施する一方、トンネルや橋梁といった土木建造物は公営事業者であるトンネル公社（National Authority for Tunnels、NAT）が手掛ける事になっており、15,000人の雇用が計画されている。この第1期路線の開業は2027年を予定している。
一方、エジプト政府はこの第1期路線に加えて各都市を結ぶ第2・第3期路線の建設も計画しており、これらについても2022年にシーメンス・モビリティを中心としたコンソーシアムが建設権を獲得している。これらの路線が全線開通すると、エジプト国内には総延長約2000 km以上、60駅を抱える大規模な高速鉄道網が整備される。開業後の運営やメンテナンスについては、2022年11月にドイツ鉄道の子会社であるDBインターナショナル・オペレーション（DB International Operations）とエジプトの企業であるエルスウェディ・エレクトリック（Elsewedy Electric）が15年契約を獲得しており、両社は運営用の合資企業を設立する事になっている。

## 路線
2024年現在、エジプト高速鉄道は以下の路線の建設が計画されており、既存の都市間鉄道とは異なる独立した路線網となる。信号システムはETCS レベル2が採用される事になっている。
- 第1期路線 - 地中海沿いの都市であるマルサ・マトルーフからカイロ近郊の新首都（新行政首都）などの都市を経由し、紅海沿いのアイン・スクナを結ぶ路線と、途中で分岐し大都市のアレクサンドリアへ向かう路線を含む路線網。旅客のみならず貨物輸送も実施される予定になっており、「鉄道のスエズ運河」とも呼ばれている。更に2023年にはマルサ・マトルーフから西方に延伸し、サルームや隣国・リビアのベンガジへ向かう区間の建設計画が発表されている[4][5][9]。
- 第2期路線 - カイロ近郊の10月6日市（Sixth of October City）で第1期路線と接続し、ナイル川沿いの都市を結ぶ路線。路線内には複数の旅客駅が設置される他、各都市には貨物ターミナルの整備も予定されている。当初はアスワンが終点として想定されていたが、その後南部へ路線を伸ばし、灌漑プロジェクトが行われているシャーク・エル・オワイナット（英語版）や隣国・スーダンの都市であるワジハルファへ向かう区間の建設が発表されている[2][10][11][12]。
- 第3期路線 - 第2期路線が経由するルクソールと紅海沿いのサファガ（英語版）（ポートサファガ）を結ぶ、全長約225 kmの路線。旅客輸送に加え、サファガ港と内陸都市間の貨物輸送の効率性や持続可能性の向上が図られる[1]。

## 車両
エジプト高速鉄道には、シーメンスが展開する以下の鉄道車両の導入が予定されており、2023年以降生産が順次行われている。そのうち旅客用車両は日中に、貨物用車両は夜間に運行が実施される事になっている。
- ヴェラロ（Velaro） - 世界各地に導入されている高速鉄道用電車。エジプト向け車両は8両編成・営業最高速度230 km/hで長距離輸送に用いられ、41編成が導入される事になっている。
- デジロHC（Desiro HC） - 中間に2階建て車両を連結する地域輸送用電車。エジプト向けに4両編成・94編成が製造され、営業最高速度は160 km/hが想定されている。
- ベクトロン（Vectron） - 貨物列車の牽引に用いられる電気機関車。41両が導入される予定で、営業最高速度は120 km/hとなる。

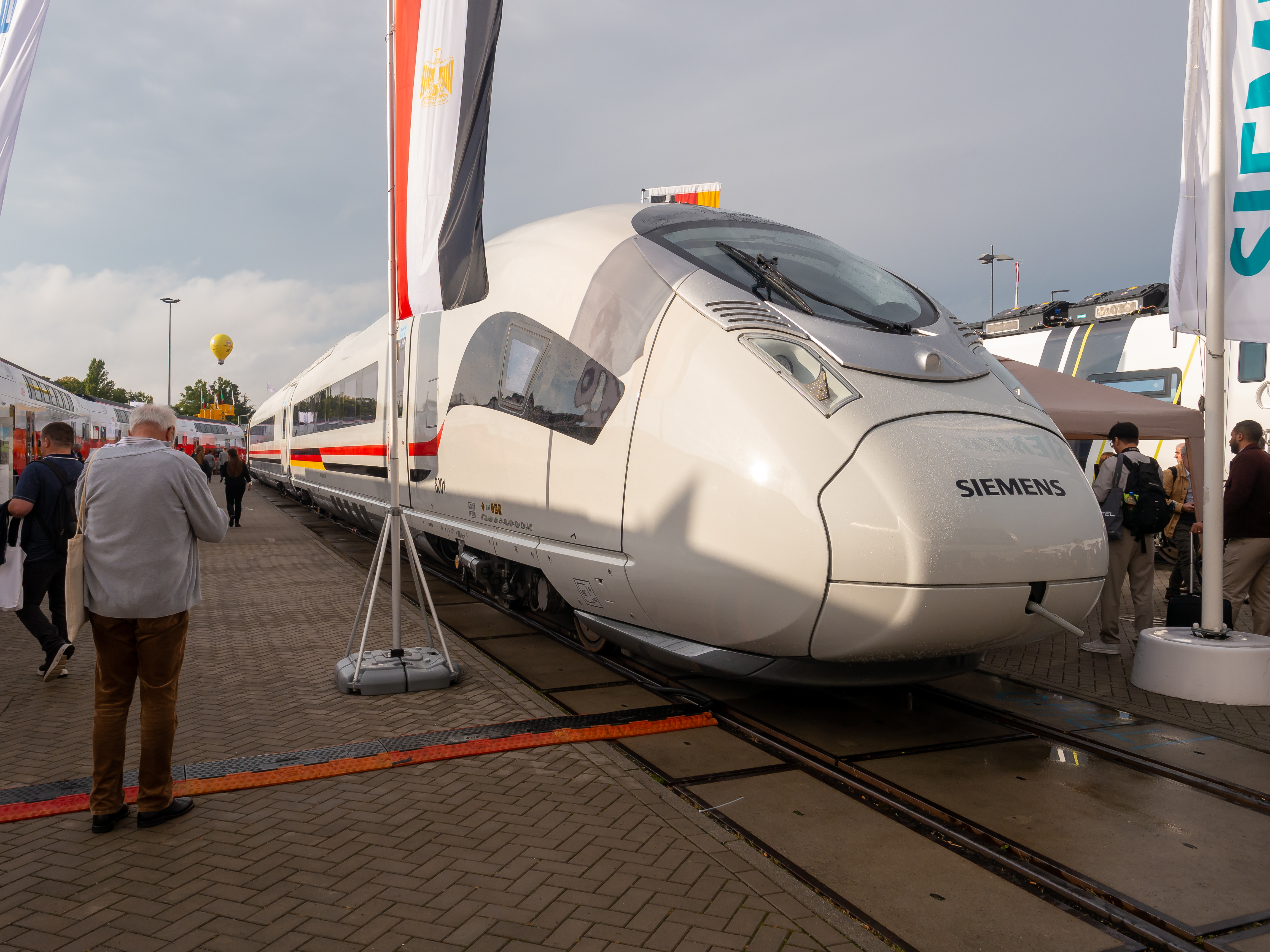
ヴェラロ（イノトランス展示時） （2024年撮影）